# Réserve écologique Irène-Fournier
Pour les articles homonymes, voir Fournier.
La réserve écologique Irène-Fournier est située dans le territoire non organisé de Rivière-Bonjour, près de Matane.  Le territoire protège une forêt de conifère représentatif des monts Notre-Dame. La réserve commémore sœur Irène Fournier (1912- 1974), une enseignante qui a œuvré 40 ans dans l'enseignement des sciences naturelles.